# Aņisims Pavlovs
Aņisims Pavlovs (* 19. Dezember 1909jul. / 1. Januar 1910greg. in Riga; † 1. Januar 1944) war ein lettischer Fußballspieler.

## Karriere
Aņisims Pavlovs spielte in seiner Vereinskarriere in Riga. Im Jahr 1934 spielte er für die Rigas Vanderer, mit denen er Vizemeister hinter RFK Riga wurde. 1935 war er beim ASK Riga aktiv.
Am 14. August 1934 debütierte der Angreifer in der Lettischen Fußballnationalmannschaft gegen Finnland. Im Jahr 1935 nahm er mit der Nationalmannschaft am Baltic Cup teil. Sein letztes von sieben Länderspielen absolvierte er am 15. September 1935 gegen Polen in Łódź.